# Telefon în străinătate
Telefon în străinătate este un film românesc din 1998 regizat de Hanno Höfer. Rolurile principale au fost interpretate de actorii Constantin Opriță.

## Distribuție
Distribuția filmului este alcătuită din:
- Ary Ziele Nsem
- Anton Ionescu
- Constantin Opriță